# Nationaal park Te Urewera
Het nationaal park Te Urewera (Engels: Te Urewera National Park) was van 1954 tot 2014 een nationaal park in Nieuw-Zeeland.
Het park had een oppervlakte van ongeveer 2.127 km2 en was het op drie na grootste nationale park van Nieuw-Zeeland. Het uitgestrekte en nagenoeg onbewoonde bergachtige gebied is grotendeels overdekt met regenwoud. Het regent er vaak; daardoor is de vegetatie rijk. Het gebied wordt bewoond door de Tūhoe.

## Ligging
Te Urewera is een voor het merendeel dicht bebost gebied op het Noordereiland en ligt gedeeltelijk in de regio Hawke's Bay en gedeeltelijk in de regio Bay of Plenty.
Te Urewera strekt zich uit over enkele bergketens, waarvan het Huiarau-gebergte het belangrijkste is, met toppen tot 1400 m. Dit gebergte verbindt het vulkanische plateau in het midden van het Noordereiland met het Raukumara-gebergte op de 'East Cape' (Oostkaap).
In het zuidelijk deel van Te Urewera liggen twee meren, het Waikaremoanameer (Engels: 'Lake Waikaremoana') en het Waikareitimeer (Engels: 'Lake Waikareiti'). Het Waikaremoanameer werd 2200 jaar geleden gevormd toen een grote aardverschuiving het nauwe dal van de Waikaretahekerivier blokkeerde. Er ontstond toen een meer dat op sommige plaatsen 248 meter diep was.
De belangrijkste weg die door het gebied loopt is de SH38. Die is over een afstand van 74 kilometer onverhard.
In Aniwaniwa bevindt zich het bezoekerscentrum van het park.

## Geschiedenis
De eerste aanzet tot de vorming van een nationaal park werd in 1954 gegeven, toen het gebied rondom het 243 meter diepe Waikaremoanameer (Engels: 'Lake Waikaremoana') en het Waikareitimeer (Engels: 'Lake Waikareiti') als zodanig werd bestemd. In 1957 werd een gebied ter grootte van 1.350 km2 ten noorden van Ruatahuna aan het nationaal park toegevoegd. Ook in 1962, 1975 en 1979 werd het park nog uitgebreid.
Het Waikaremoanameer zelf maakte geen deel uit van het nationaal park. Het 'Department of Conservation' voerde er wel het beheer uit.

## Een gebied met rechtspersoonlijkheid
De Tūhoe was de Māoristam (iwi) die van ouds Te Urewera bewoonde. 'The children of the Mist' (de kinderen van de mist), zoals ze zichzelf noemen, hadden nooit 'the Treaty of Waitangi' (1840) getekend, en claimden daarom nog steeds een zekere autonomie ten opzichte van de regering. In ieder geval voelen ze zich sterk verbonden met het woeste land waarin ze leven, en een aantal Tūhoe leven nog traditioneel en teruggetrokken. Bij de totstandkoming van het nationaal park Te Urewera zijn ze nooit betrokken en velen voelden zich in hun traditionele manier van leven beperkt door de regels van het nationaal park.
Ondanks het feit dat de Tūhoe nooit het verdrag van Waitangi ondertekenden, kwam er toch een onderzoek naar mogelijke schadevergoeding in het kader van het verdrag (de zogenaamde 'Treaty of Waitangi claims settlement'). Dit langdurige en uitgebreide onderzoek leidde in 2013 tot een 'deed of settlement' (overeenkomst) tussen de regering en de Tūhoe.
In het kader van de besprekingen rondom deze overeenkomst werd ook een buitengewoon uitzonderlijk besluit over de status van Te Urewera genomen. Het gebied zou niet langer een nationaal park zijn, maar kreeg een eigen rechtspersoonlijkheid. Er kwam een aparte wet tot stand, de 'Te Urewera Act 2014', waarin de status van het gebied werd vastgelegd: een juridische entiteit met al de rechten en plichten van een rechtspersoon. Bestuurlijke verantwoordelijkheid draagt een raad; de leden daarvan treden op als 'trustees' (vertrouwenspersonen). Deze juridische constructie, mogelijk uniek in de wereld, sluit nauw aan bij het rechtsgevoel van de Tūhoe. In de woorden van Tamati Kruger, woordvoerder van de Tūhoe wordt Te Urewera beschouwd als een levend iets, dat niet toegeëigend kan worden. Het bezit zichzelf. Als iemand zou zeggen: ik bezit het, zou hij eigenlijk zeggen: ik maak het tot slaaf.
Te Urewera blijft open voor het publiek, en het 'Department of Conservation' blijft werken in het gebied en de paden onderhouden en de hutten.
Het gebied blijft ook in de nieuwe situatie voldoen aan de standaarden van de International Union for Conservation of Nature and Natural Resources (IUCN, de internationale unie voor natuurbescherming) met betrekking tot nationale parken (IUCN categorie II).

## Flora en fauna
De bodem van Te Urewera is niet vulkanisch, maar bestaat uit sedimentair gesteente zoals siltsteen en zandsteen, voor het merendeel 10 tot 15 miljoen jaar oud. De gesteenten zijn afgezet in zee. Ongeveer twee miljoen jaar geleden steeg de bodem en kwam het gebied boven water. De belangrijkste dalen, bijvoorbeeld van de Aniwaniwa en de Whakatane zijn sindsdien door erosie ontstaan. Het Waikaremoanameer is ontstaan door een gigantische aardverschuiving, 2200 jaar geleden.
De vegetatie van Te Urewera is een groene mantel, die de talloze heuvelruggen bedekt. Het zuidelijk deel bestaat uit Nothofagus-bos (schijnbeuk). In het noorden zijn Podocarpus-soorten, zoals Rimu de belangrijkste bomen. Samen met het aangrenzende Whirinaki Te Pua-a-Tāne Conservation Park vormt Te Urewera een van de belangrijkste nog bestaande Podocarpus-bossen. In het gebied zijn meer dan 650 verschillende inheemse plantensoorten waargenomen.
In Te Urewera komen nog bijna alle soorten inheemse bosvogels van Nieuw-Zeeland voor, waaronder soorten zoals de kōkako Callaeas wilsoni, de kiwi Apteryx mantelli, de kaka Nestor meridionalis,
de whio (blauwe eend) Hymenolaimus malacorhynchos en kakariki Cyanoramphus auriceps.
Abel Tasman · Aoraki/Mount Cook · Arthur's Pass · Egmont · Fiordland · Kahurangi · Mount Aspiring · Nelson Lakes · Paparoa · Rakiura · Te Urewera (opgeheven in 2014) · Tongariro · Westland Tai Poutini · Whanganui